# Fontaine des Innocents
La fontaine des Innocents, d'abord appelée fontaine des Nymphes, est une fontaine située dans le 1er arrondissement de Paris, sur l'actuelle place Joachim-du-Bellay dans le quartier des Halles. De style Renaissance, elle a connu diverses modifications et a été déplacée à deux occasions. Elle est classée monument historique depuis 1862.
Ce site est desservi par les stations de métro Les Halles et Châtelet.

## Historique

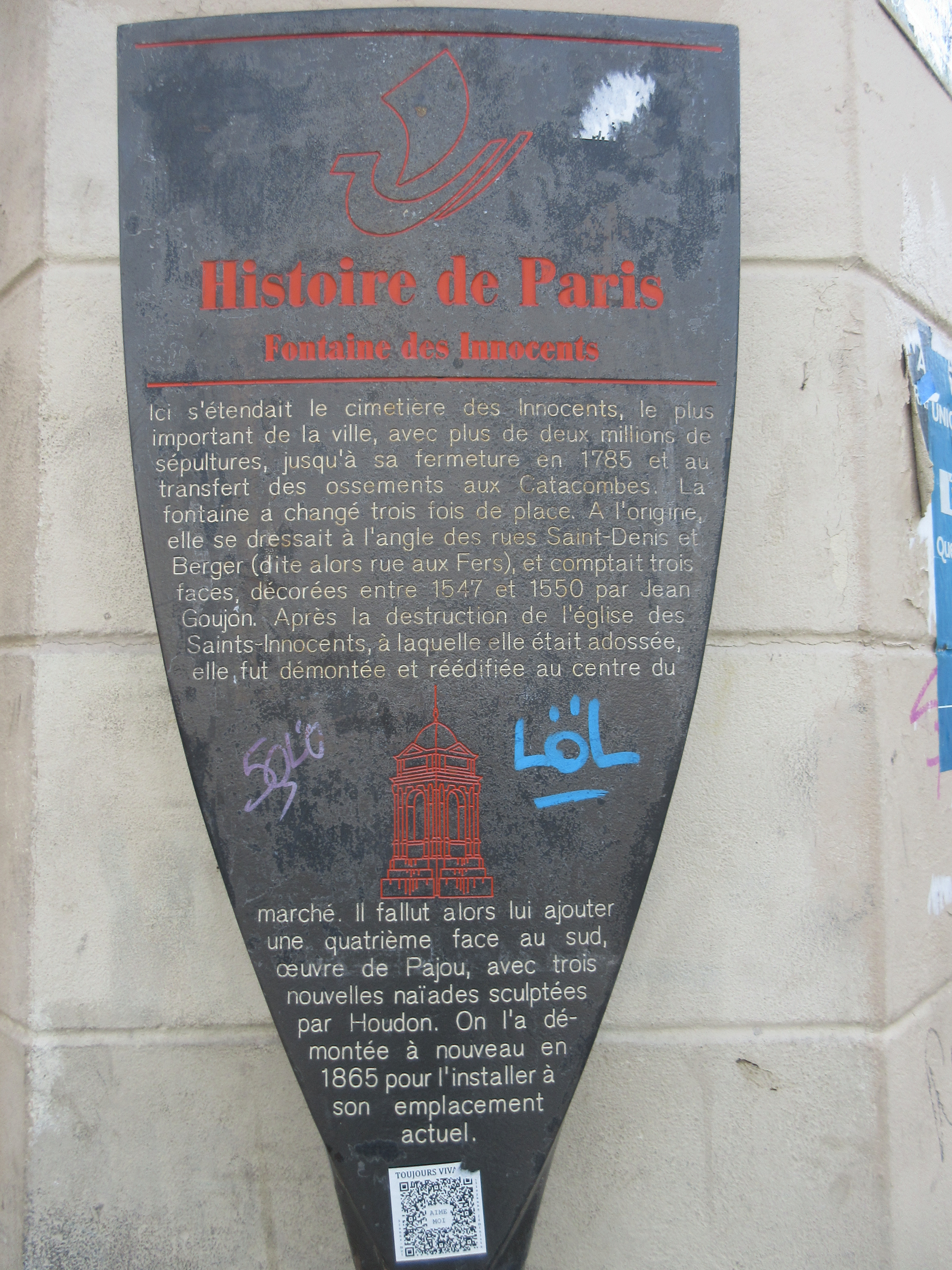
Panneau Histoire de Paris
« Fontaine des Innocents ».

### La fontaine à l’époque du Moyen-Âge
La première fontaine des Innocents, adossée à église des Saints-Innocents, à l'angle de la rue Saint-Denis et de la rue aux Fers (actuelle rue Berger), à une quarantaine de mètres au nord-est de son emplacement actuel, est établie vers 1260 au cours d'une période de forte croissance de la ville. Elle était alimentée par une conduite en terre cuite amenant les eaux des sources du Pré-Saint-Gervais qui desservait également le prieuré Saint-Lazare, le couvent des Filles-Dieu et la Fontaine du Ponceau.

### La fontaine d'angle de la Renaissance
Cette fontaine est remplacée en 1548 sous le règne du roi Henri II, au même endroit, par un édifice sous forme de loggia, œuvre de l'architecte Pierre Lescot, décorée de sculptures de Jean Goujon. Elle célébrait à l'origine l'entrée du roi dans Paris au retour du sacre de Reims, notamment celles de Jean le Bon, de Charles V, de Charles VI, de Charles VII le 12 novembre 1437 et de Charles VIII le 5 juillet 1484 : elle était une des étapes du parcours de la basilique Saint-Denis au palais de la Cité ou à la cathédrale Notre-Dame.
De forme rectangulaire et non carrée comme aujourd'hui, elle ne possédait donc que trois arcades ornées de cinq naïades : deux décorant l'arcade de la rue Saint-Denis, les trois autres sculptées sur les deux arcades donnant en retour d'angle sur la rue aux Fers. Un alignement de pilastres, d'ordre corinthien, encadrant chacune des arcades supportait une frise et un attique à fronton triangulaire. L'ensemble reposait sur un soubassement d'où l'eau s'écoulait par de petits mascarons.

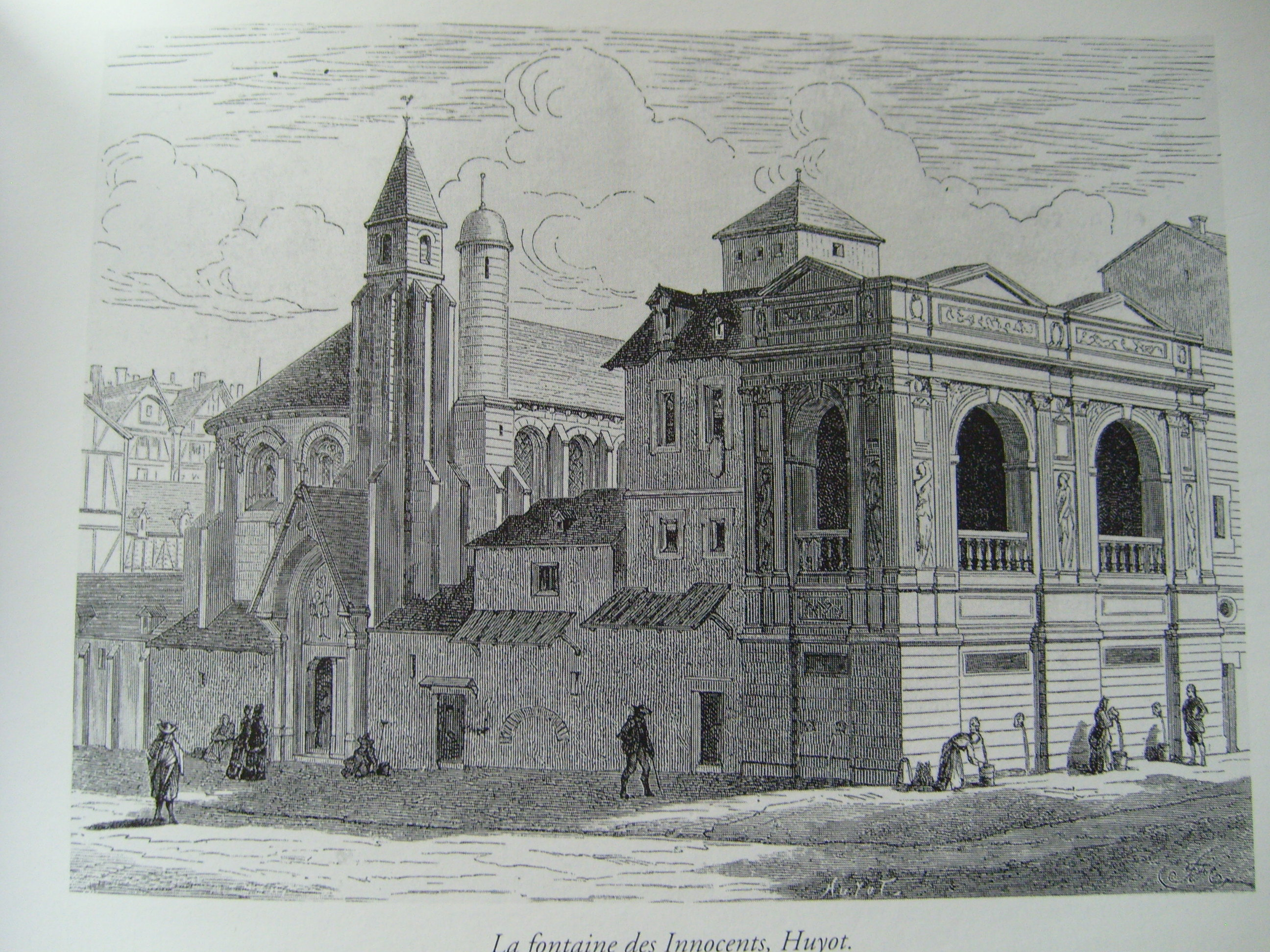
La fontaine des Innocents à l'angle des rues Saint-Denis et aux Fers (Berger).
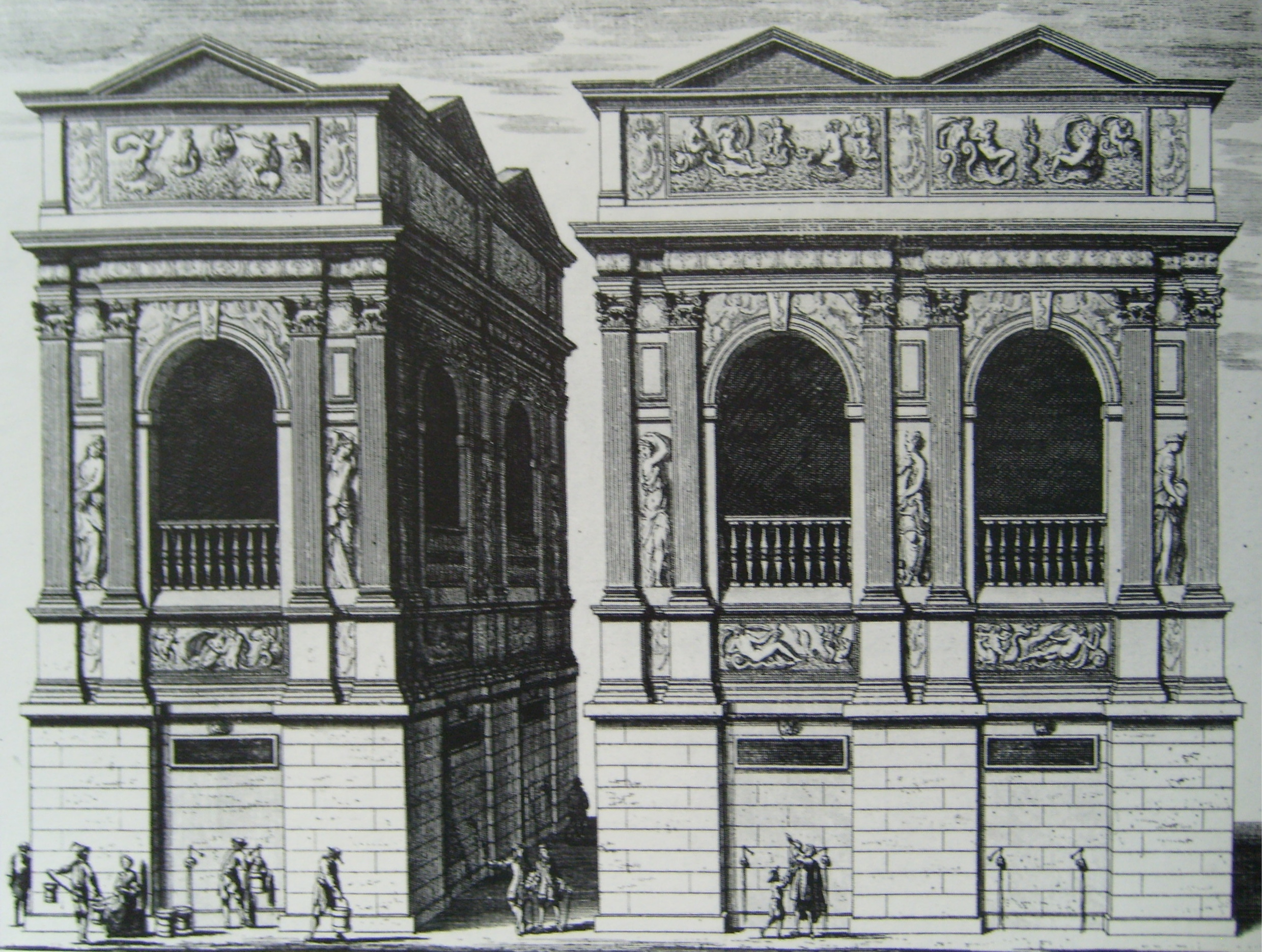
Détail des faces de la fontaine Renaissance.
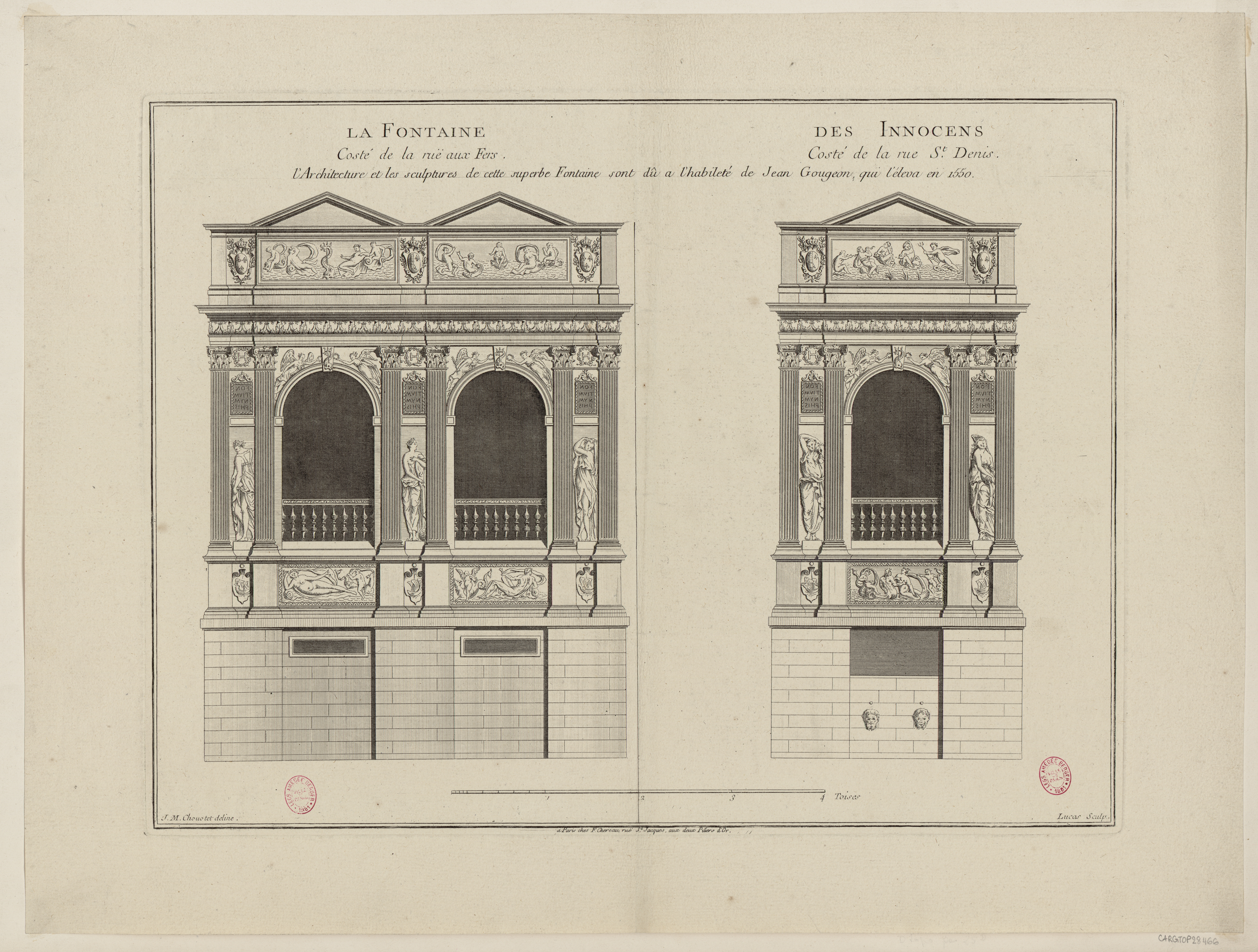
Gravure présentant les façades.
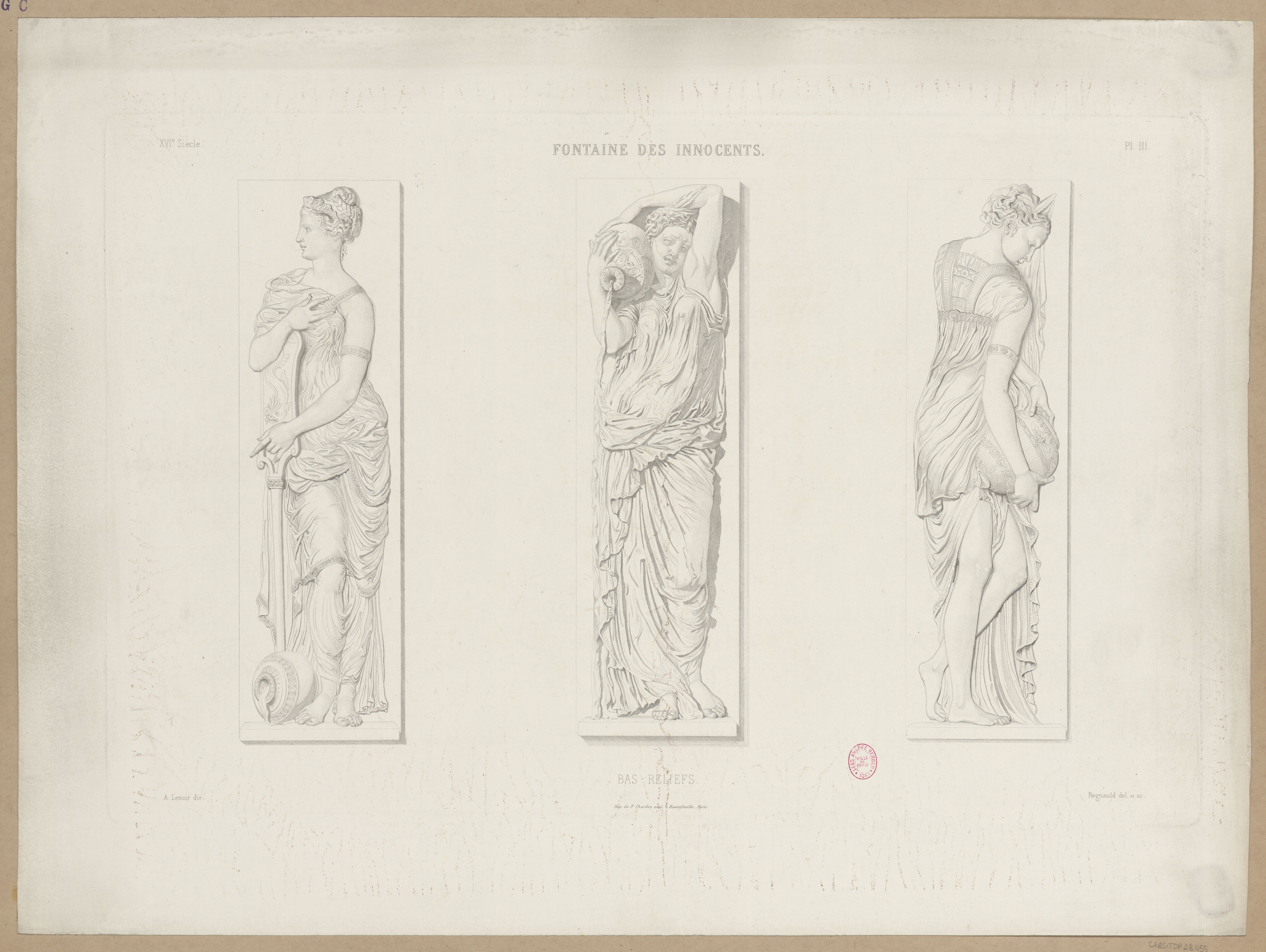
Bas reliefs.

Nymphes sculptées par Jean Goujon (1549)
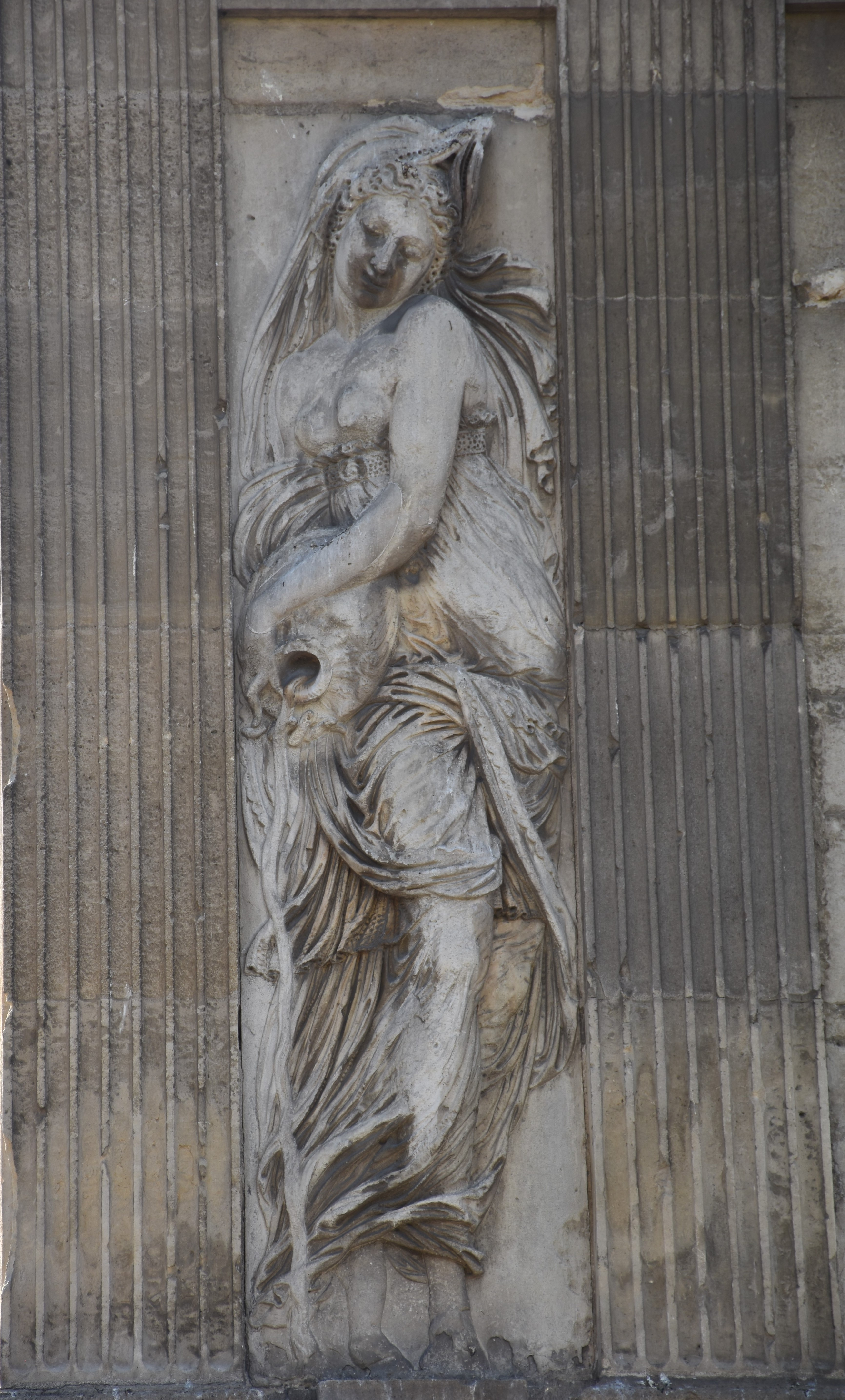
Nymphe, vue de face, qui tient, à la hauteur des hanches, un vase.
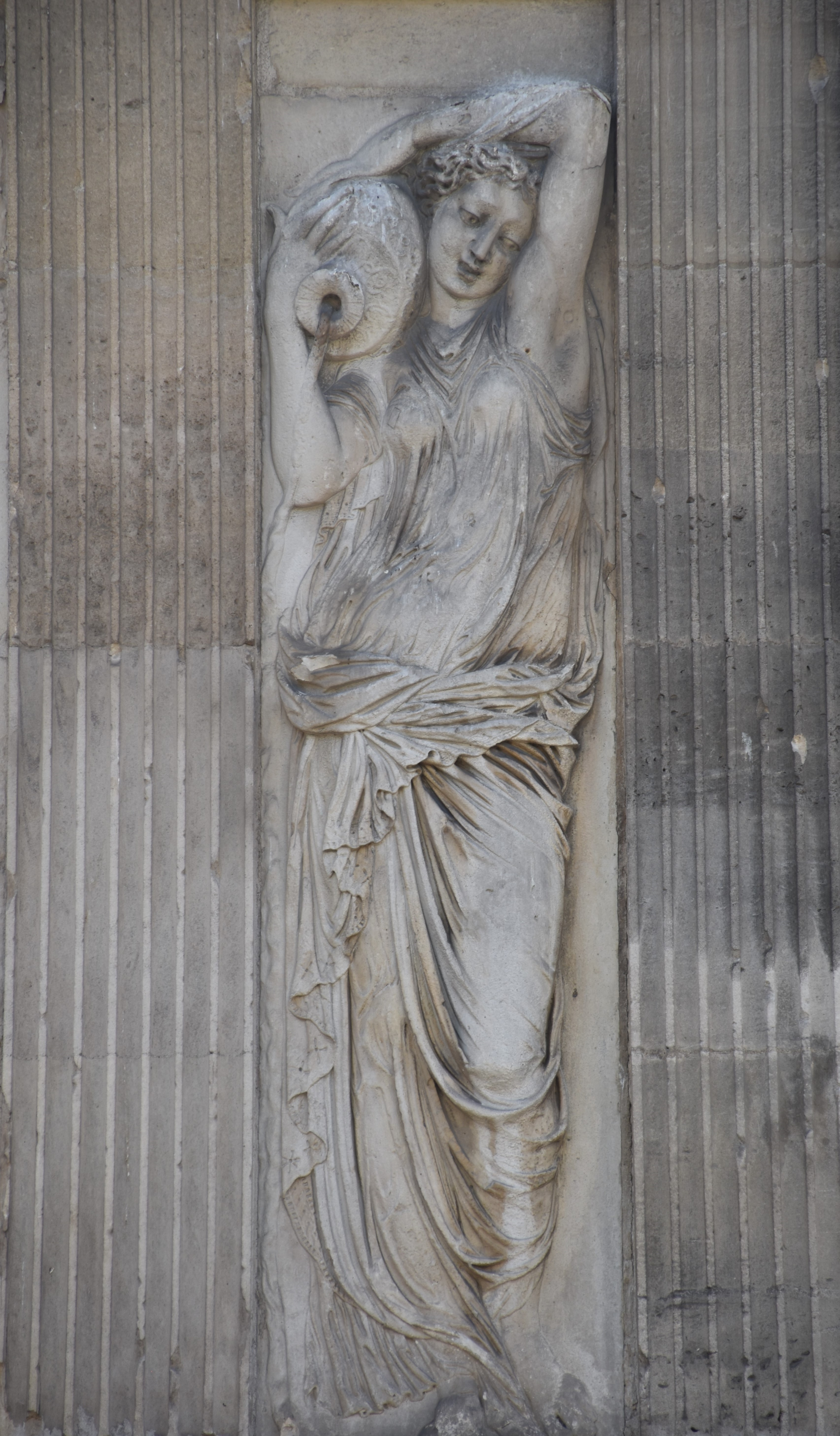
Nymphe, vue de face, qui porte un vase sur son épaule gauche.
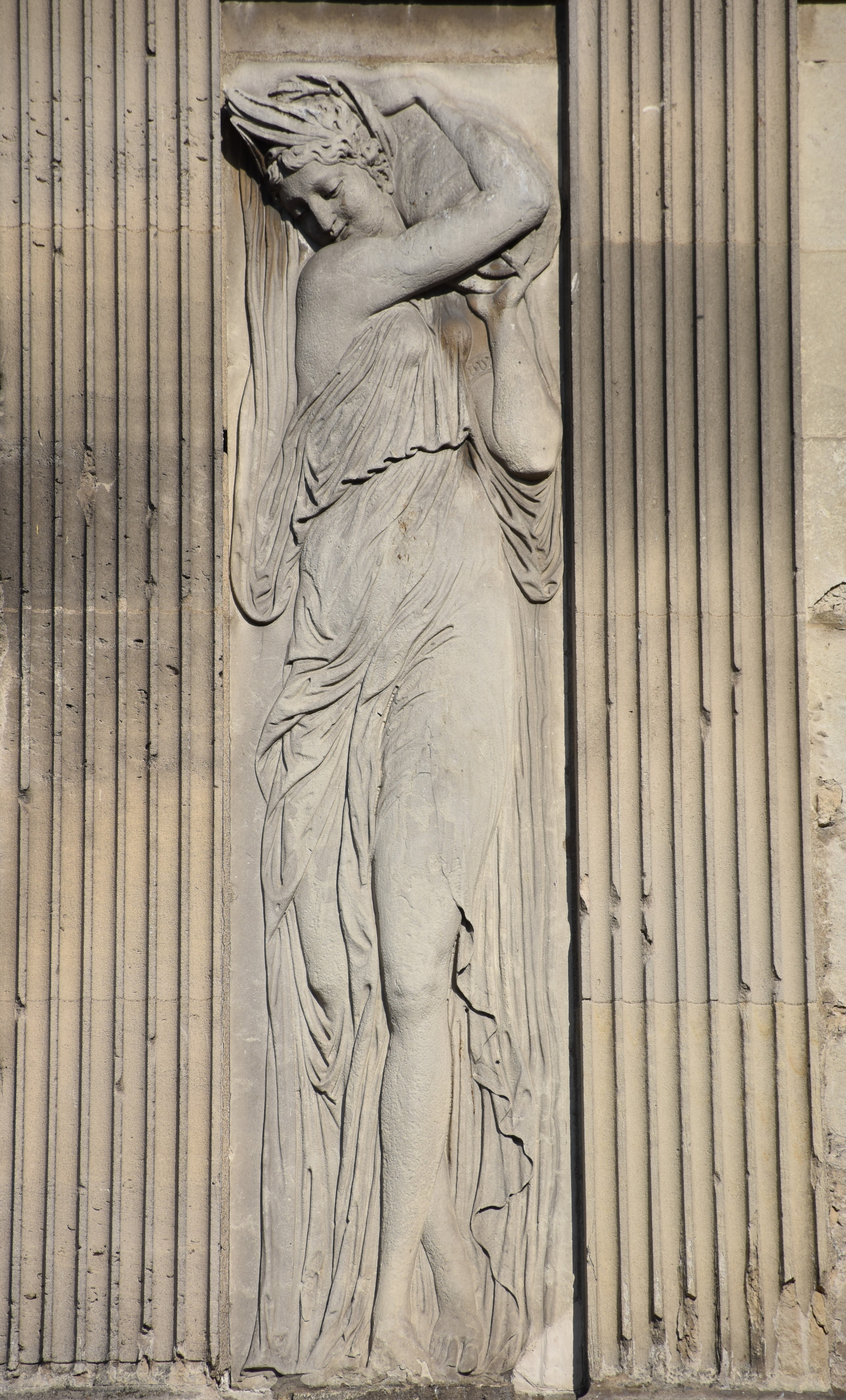
Nymphe, vue de face, qui porte un vase sur son épaule droite.
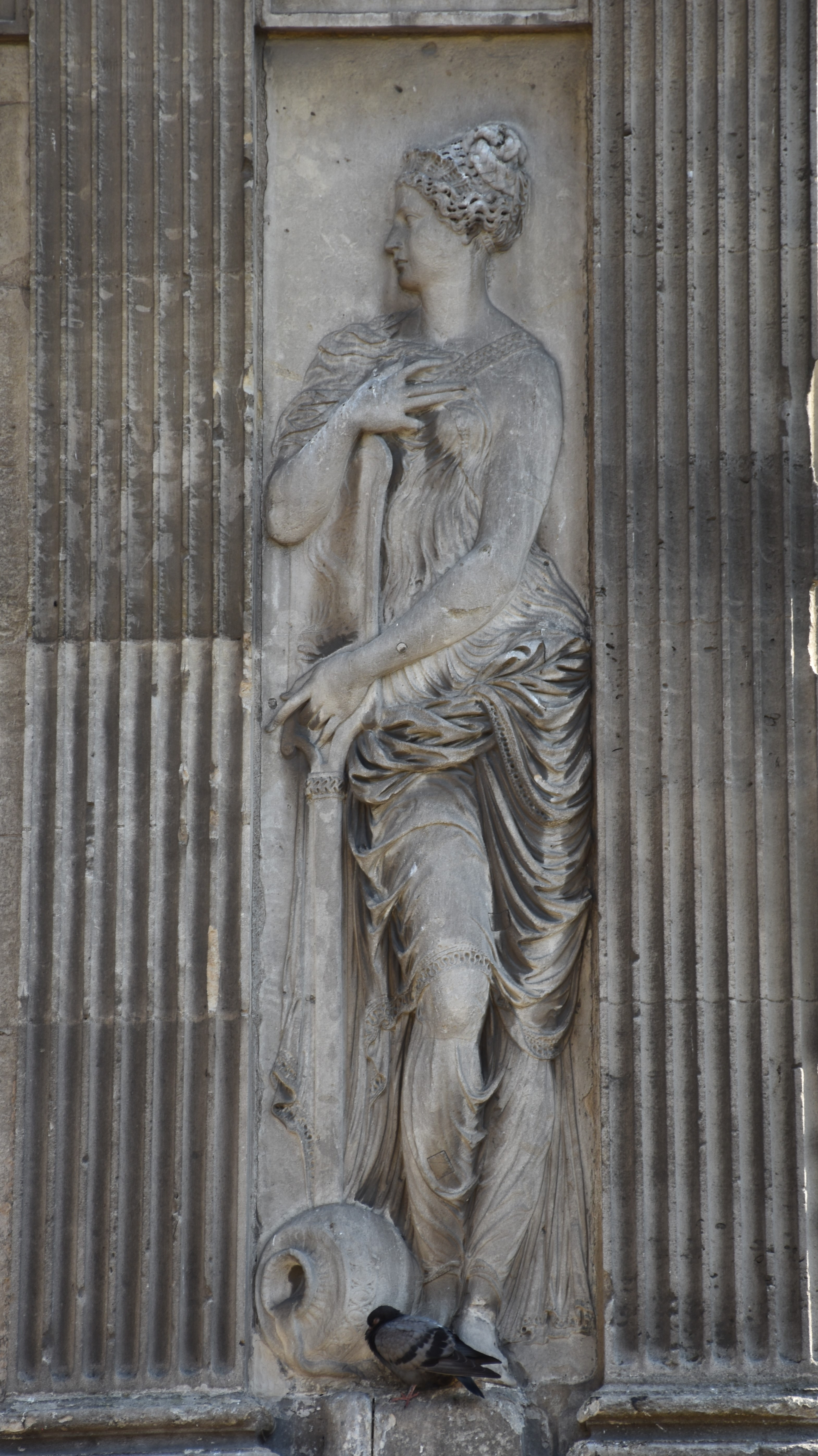
Nymphe, vue de face, tête tournée vers la gauche, qui tient une rame.
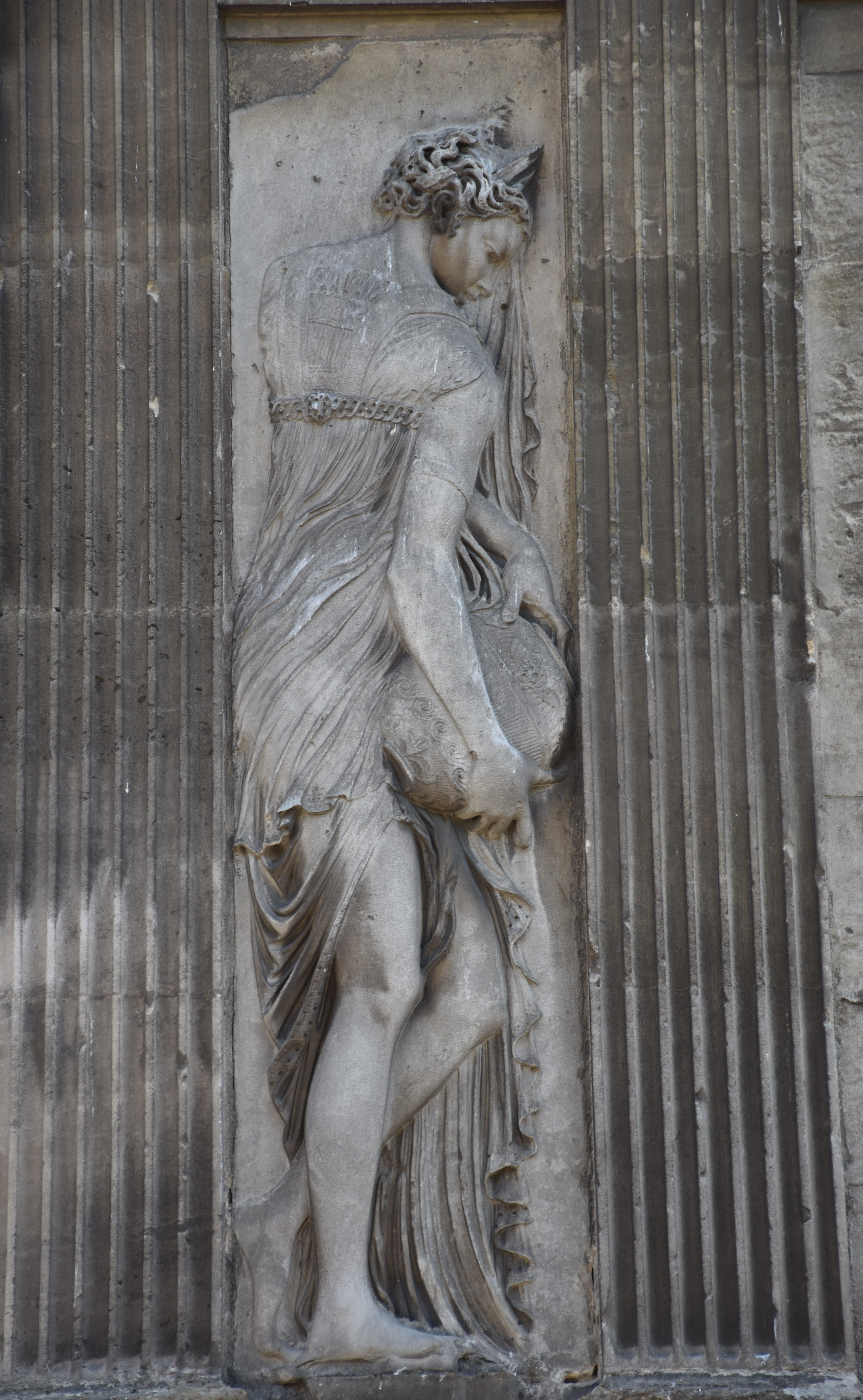
Nymphe, tournée vers la droite, qui tient, à la hauteur des hanches, un vase.

### Le tétrapyle de l'époque classique
À la fin du XVIIIe siècle, l'ensemble des cimetières de Paris sont vidés et remplacés par les actuels, situés à l'époque à l'extérieur de la ville. Le cimetière des Innocents, plus communément qualifié de charnier, qui jouxtait l'église des Saints-Innocents, est également vidé, à la suite de l'effondrement d'un muret dans une cave. L'église est démolie en 1785 et la fontaine se retrouve isolée dans un coin de l'espace dégagé, destiné à devenir un marché.
Elle est alors déplacée, puis installée au centre de la place récemment créée et baptisée à l'époque « place du marché des Innocents ». Un ingénieur nommé Six est chargé de la démonter, tandis que les architectes Poyet, Legrand et Molinos en conçoivent le nouveau plan de réédification. Ils décident de lui donner une forme d'un tétrapyle, c'est-à-dire un pavillon carré. Il devient donc nécessaire de sculpter une quatrième face à la fontaine, travail exécuté en 1788 par Augustin Pajou, qui s'efforce de retrouver la même inspiration que son prédécesseur.
Il sculpte donc trois naïades pour compléter les cinq de Goujon : les deux de la face méridionale et celle de gauche de l'occidentale. Les autres ornements sont confiés à Lhuillier, Mézières et Daujon.
Un lion est disposé à chacun des quatre angles. Le soubassement d'origine est remplacé par une suite de bassins superposés, prévus pour recueillir l'eau qui jaillit d'une vasque en bronze placée au centre du pavillon. Les trois bas-reliefs décorant le soubassement, menacés de rapide détérioration par l'écoulement de l'eau, sont démontés et déposés au musée du Louvre.
La fontaine est également coiffée d'une petite coupole constituée de feuilles de métal imitant les écailles de poisson.

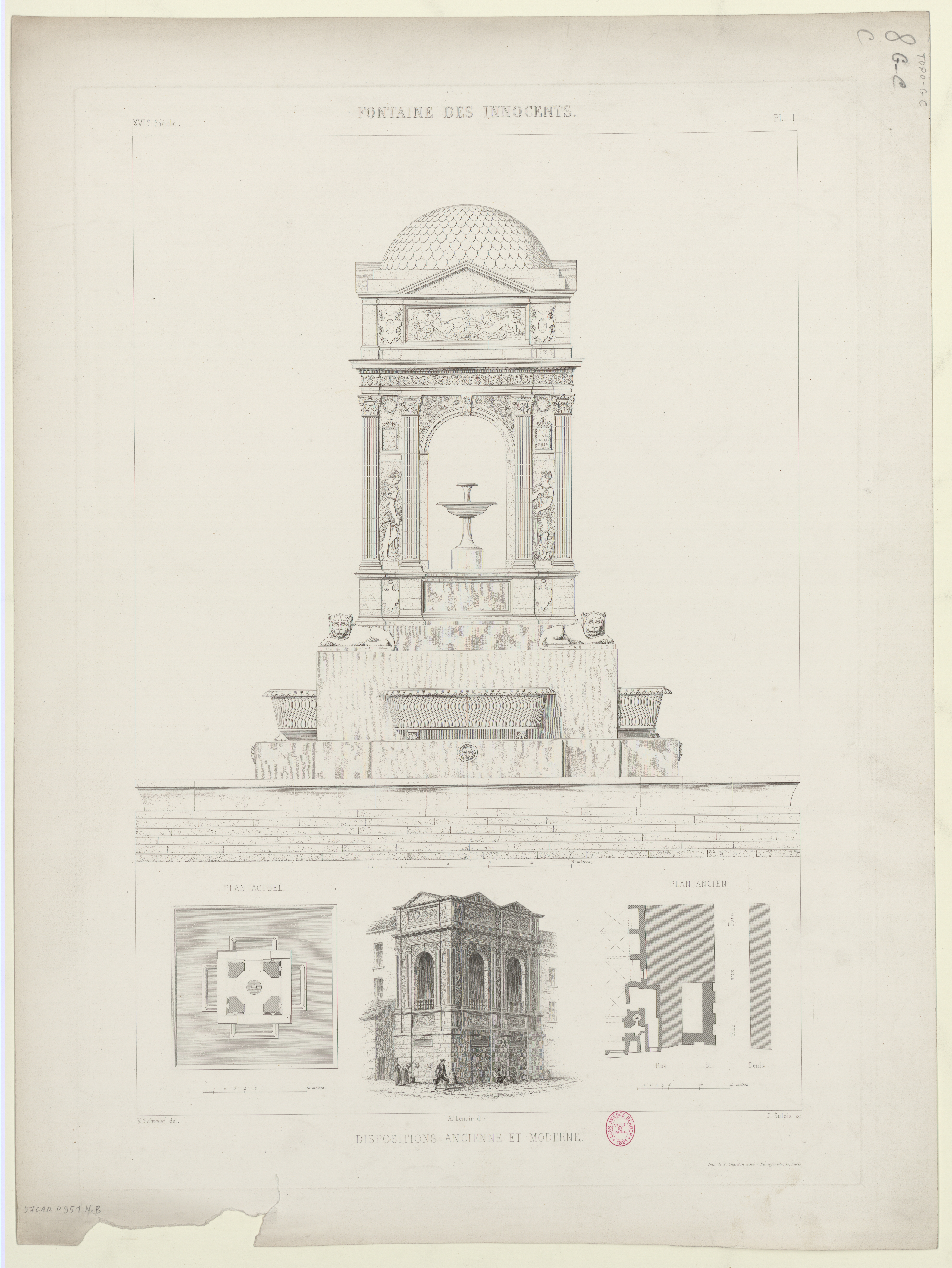
Fontaine des Innocents. Dispositions ancienne et moderne.
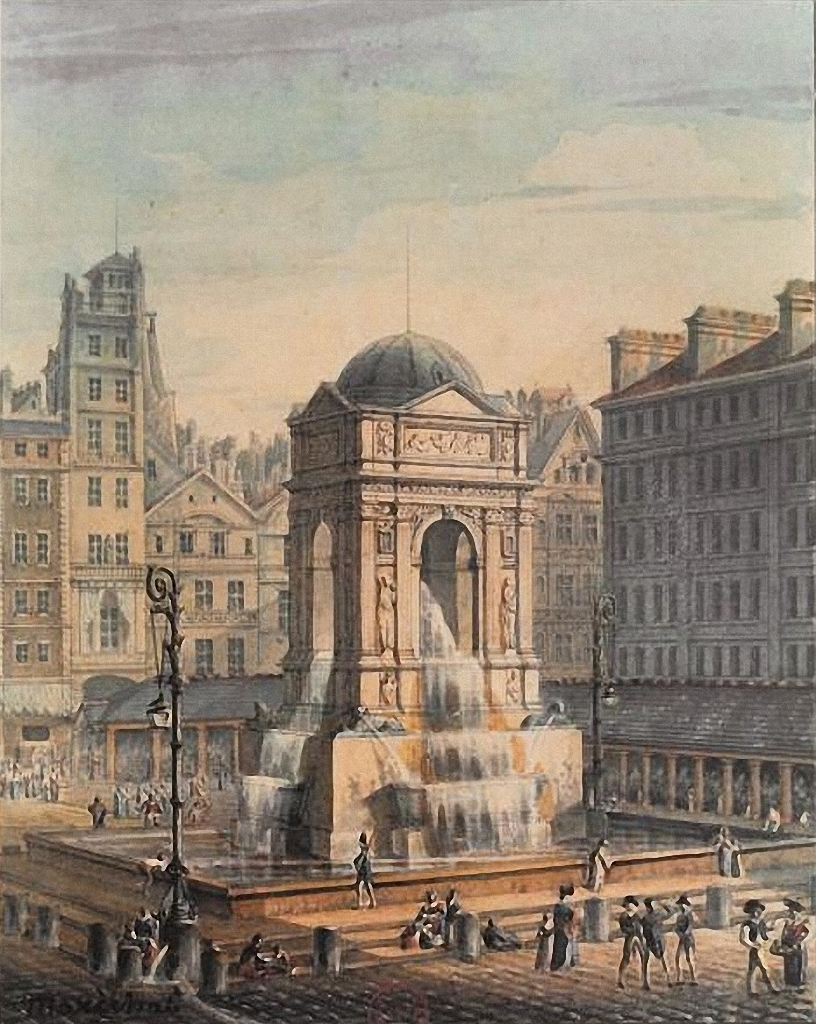
La fontaine vers 1800.
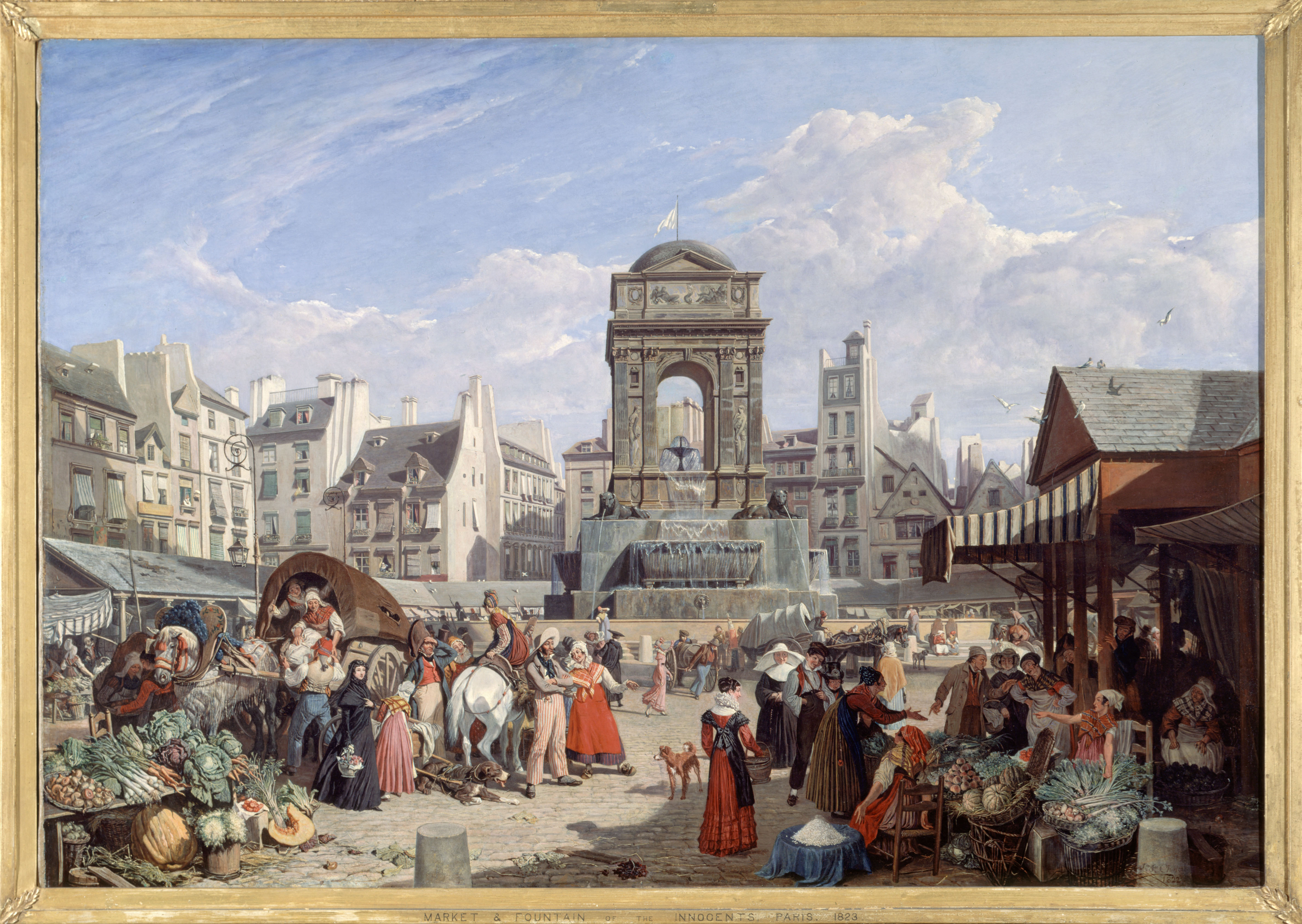
La fontaine des Innocents sur la place du marché.
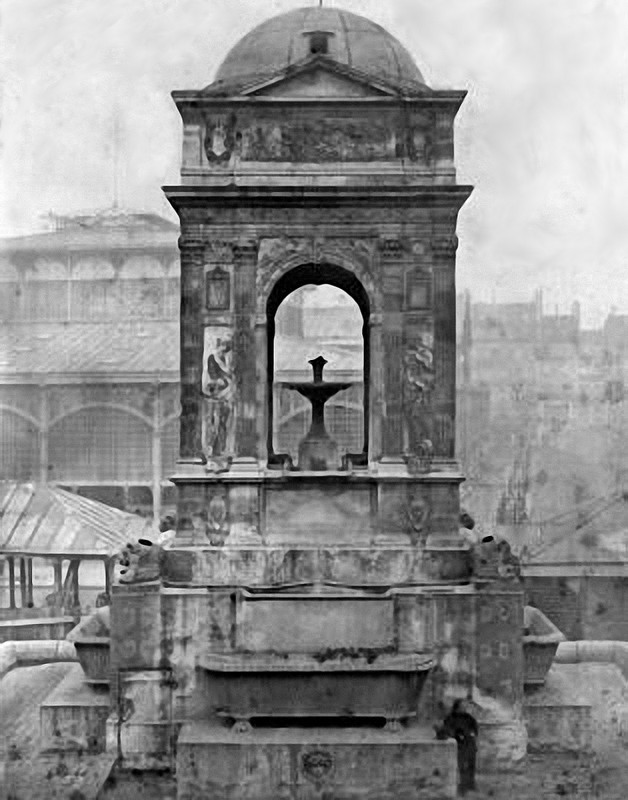
La fontaine en 1847.

### Le déplacement de1860
Lorsqu'en 1856, un square est décidé pour remplacer le marché, devenu inutile à la suite de la construction des Halles par Baltard, la fontaine est encore déplacée de quelques mètres et recentrée dans l'espace réduit de moitié laissé à ce nouveau jardin public en 1860. Un soubassement de forme pyramidale, étagé de six bassins à bords arrondis, est ajouté sur chaque face. Le tout repose au milieu d'un bassin circulaire. Cette dernière transformation est confiée à l'architecte Gabriel Davioud.
La  place Joachim-du-Bellay actuelle épouse dans les grandes lignes les dimensions de ce square supprimé en 1973 lors du réaménagement des abords des anciennes Halles transférées à Rungis.

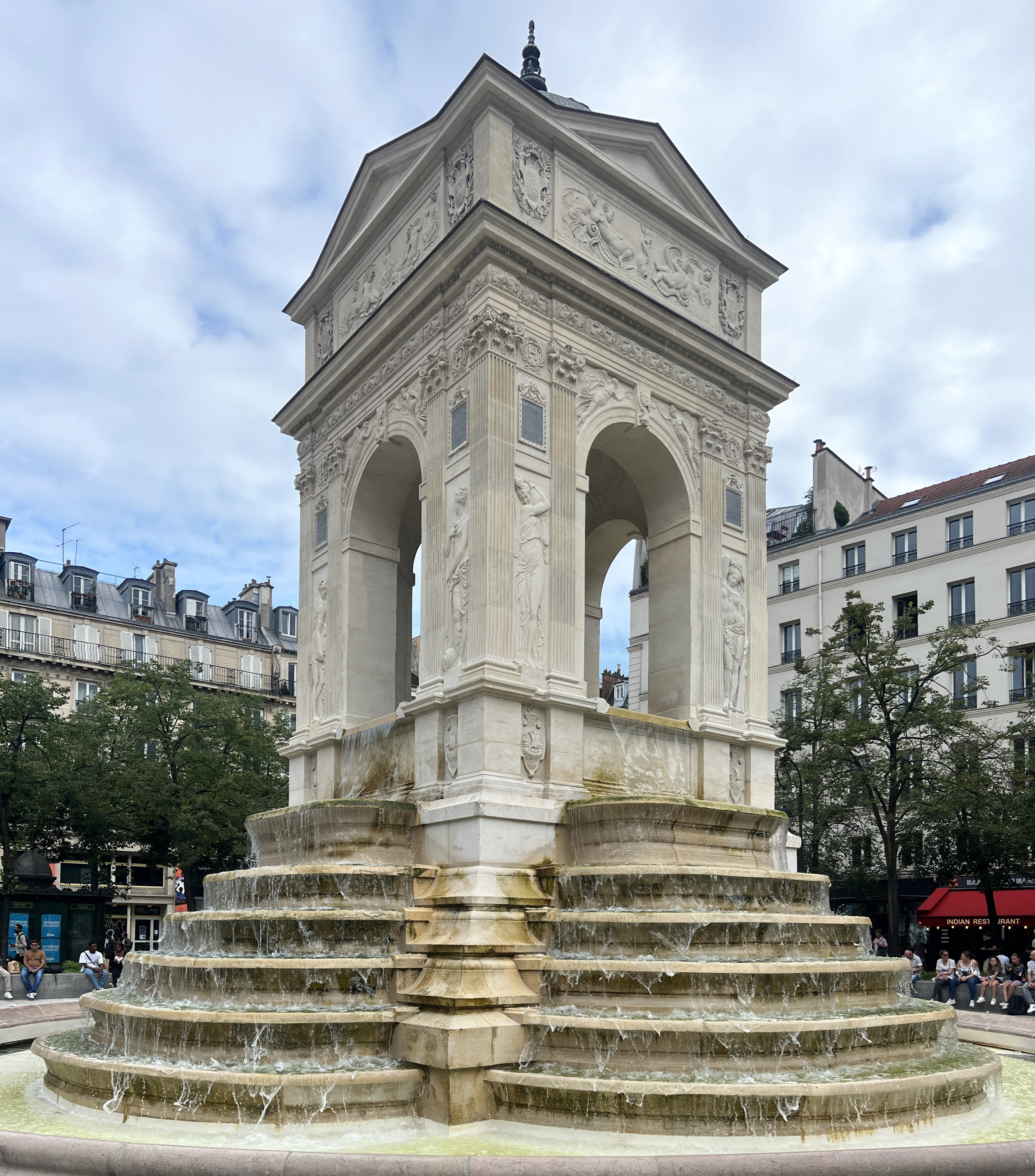
La fontaine en 2024.
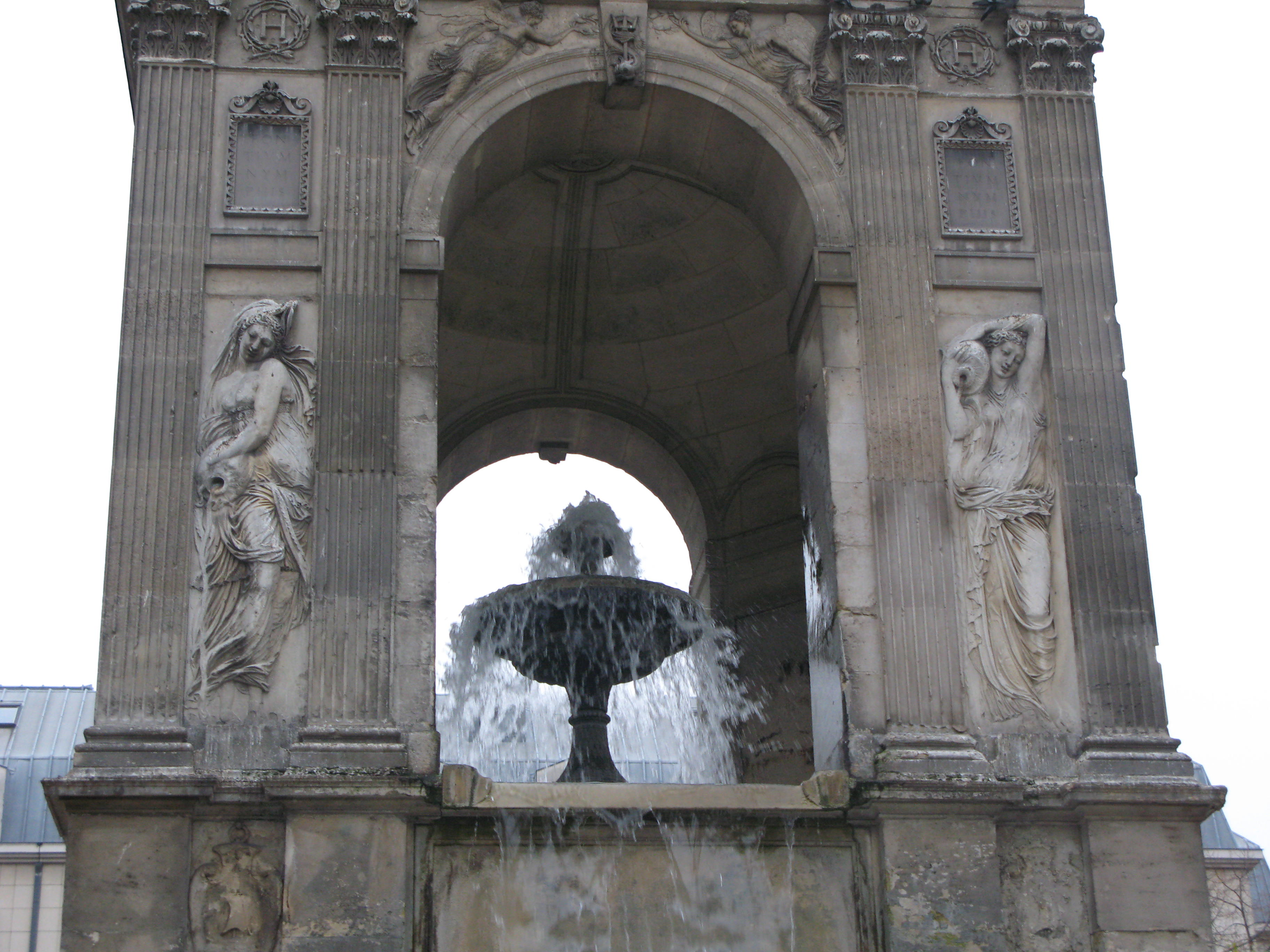
La vasque en bronze dans le pavillon.
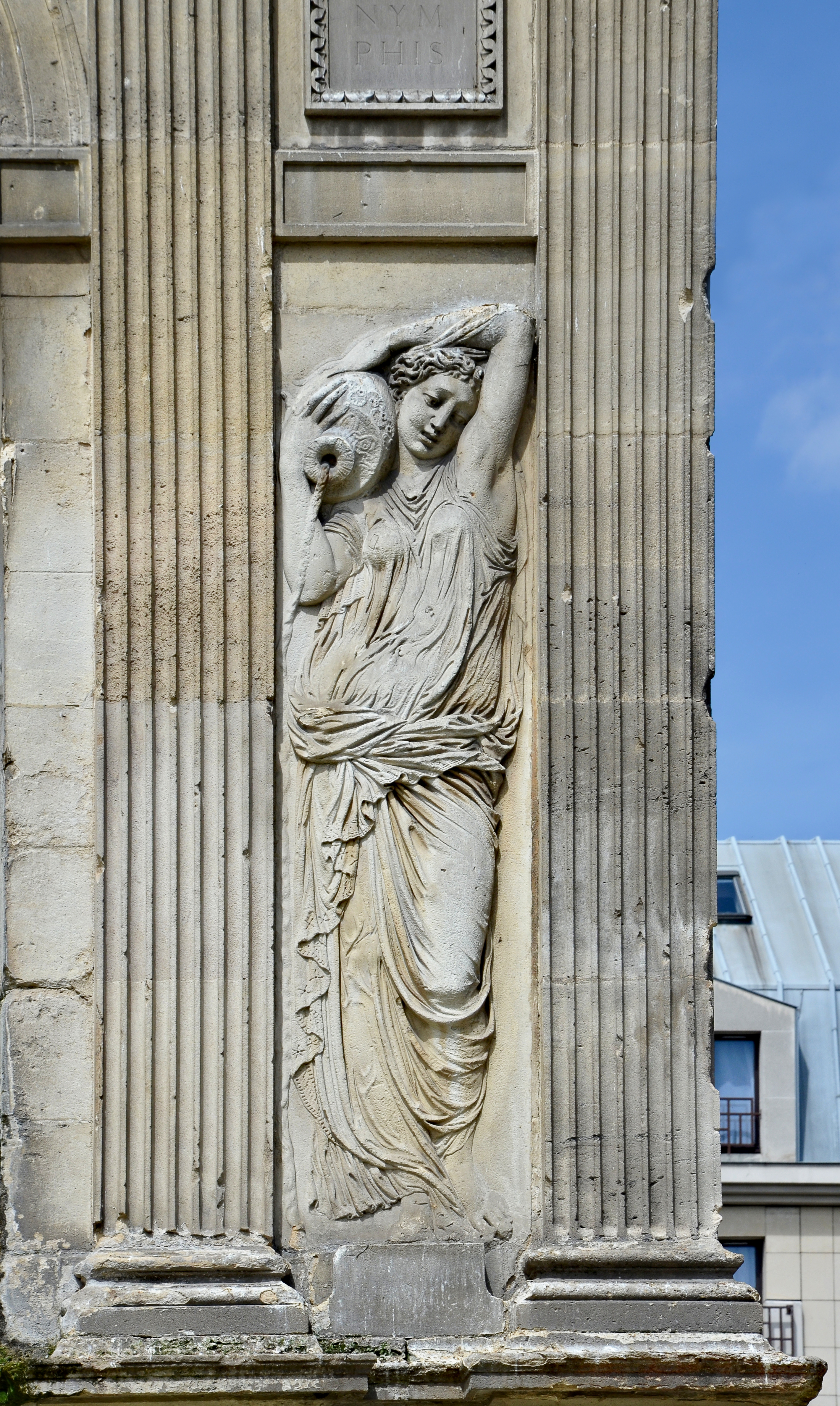
Face est, naïade de droite (2013).

### Restauration en2023–2024
Le principe d'une restauration de la fontaine, très dégradée, est annoncé en juillet 2019 par Karen Taïeb, adjointe à la maire de Paris, chargée du patrimoine. Les travaux, d'un coût estimé à 5 millions d'euros, sont réalisés en s'appuyant sur un protocole de restauration déterminé par un comité scientifique de restauration de la fontaine des Innocents. Les travaux commencent en juin 2023 et sont achevés un an après, avec sa remise en eau le 27 juin 2024,, juste à temps pour les visiteurs des Jeux olympiques de Paris 2024.
Une exposition temporaire au musée Carnavalet évoque ce chantier chargé d’histoire, de même qu’un long article du 15 août 2024 paru dans Le Moniteur.
La fontaine était asséchée depuis 2017. À cause d’un tassement inégal des fondations de quelques millimètres « la majeure partie des débits se déversait vers l’ouest. Les remous et les lames d’eau accéléraient l’usure », rappelle Emmanuelle Philippe, conservatrice du patrimoine. L’objectif était de restaurer la fontaine, abimée par des décennies de pollution, d’intempéries et de corrosion du système hydraulique. Le local technique souterrain a été complètement revu avec la pose d’un variateur de débit et de puissance et le changement du traitement des eaux aux ultraviolets qui remplacent le chlore. Pour sa vision nocturne, une nouvelle mise en lumière indirecte et chaude par LED savamment dissimulées a été réalisée. Les cinq nymphes de Jean Goujon ont été déposées et remplacées par des copies en résine chargée en poudre de pierre. Les nymphes originales exposées au musée Carnavalet jusqu’au 25 août 2024 ne connaissent pas encore leur destination finale, rejoignant peut-être les bas-reliefs de cette fontaine conservés au musée du Louvre.

## Description des ornements sculptés

### L'œuvre de Jean Goujon selon les dessins de Pierre Lescot
Sur chacune des trois faces originales, des pilastres jumelés d'ordre corinthien encadrent une arcade surmontée d'un attique et d'un fronton triangulaire. Les naïades au corps voilé, en bas-relief, s'insèrent entre les pilastres. Chacun des attiques est décoré de scènes mythologiques relatives aux sources et fontaines.
La décoration du soubassement de la fontaine d'angle du XVIe siècle était composée de trois bas-reliefs. Des nymphes couchées en compagnie de Tritons et de petits génies y sont sculptés entourés de créatures mythologiques. Ces bas-reliefs, démontés lors du premier déplacement de la fontaine, sont au musée du Louvre. Ces bas reliefs sont probablement le premier exemple de représentation tirée de la mythologie dans l'espace public en France.

Bas reliefs du soubassement original de la fontaine
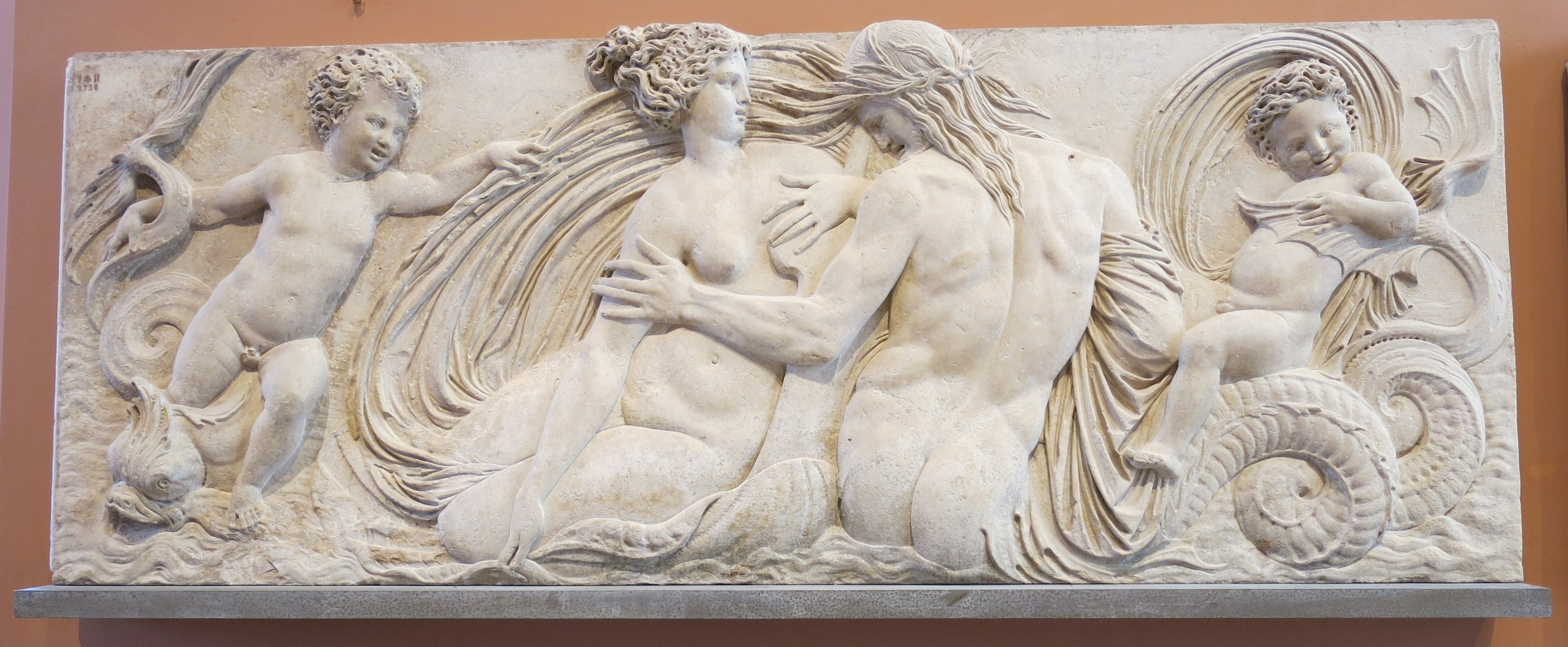
Nymphe et triton.
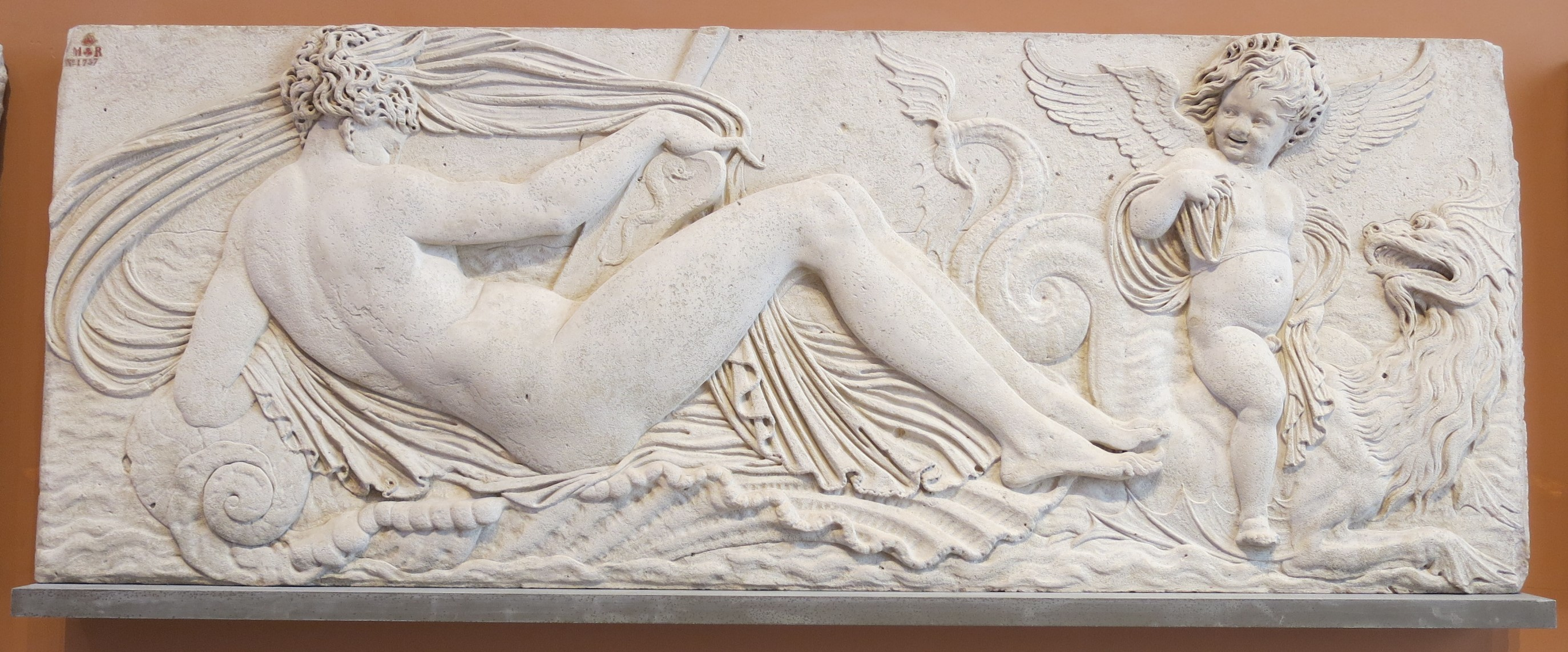
Nymphe et un petit génie sur un dragon marin.
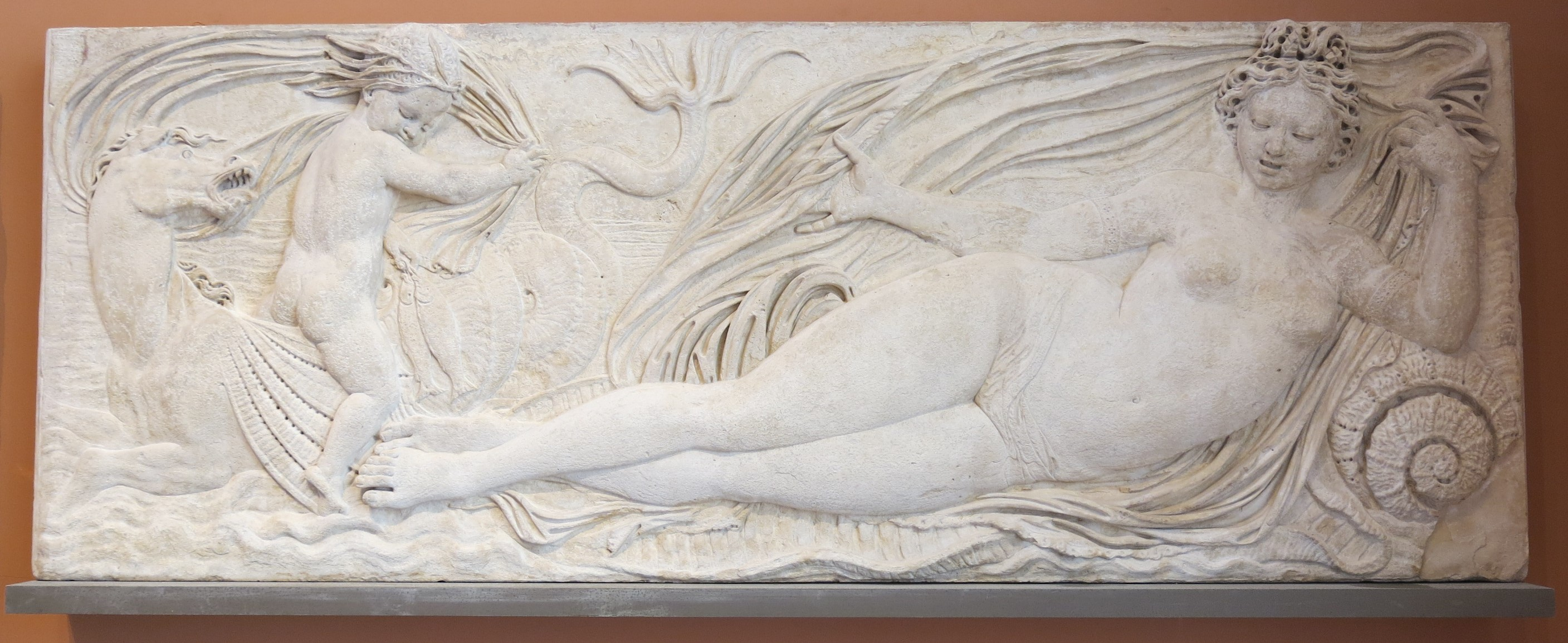
Nymphe et un petit génie sur un cheval marin.

### L'œuvre d'Augustin Pajou

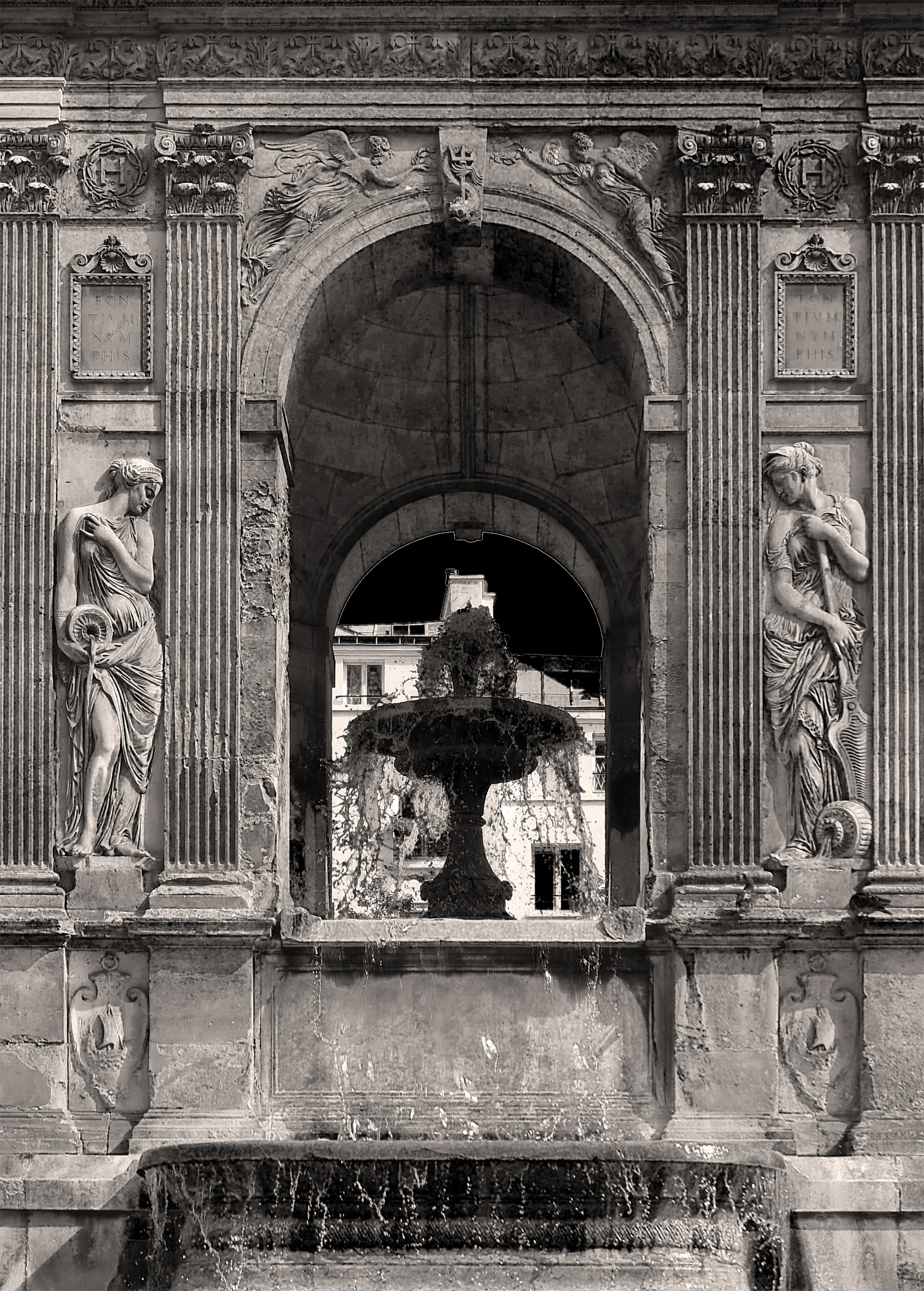
Face méridionale de la fontaine.

La quatrième face, de 1788, conserve la même ordonnance que les trois autres d'origine. Pajou prit pour modèle la statue de la Paix, de Goujon, que l'on peut voir au musée du Louvre. L'artiste a sculpté les bas-reliefs de cette face méridionale, ainsi que ceux du panneau gauche de l'arcade occidentale.